# Panzerregiment Coburg
Het Panzerregiment Coburg was een Duits tankregiment van de Wehrmacht tijdens de Tweede Wereldoorlog.

## Krijgsgeschiedenis
Panzerregiment Coburg werd opgericht op 26 januari 1945 in Lichtenfels bij Coburg in Wehrkreis XIII met gebruikmaking van de staf van de opgeheven Pz.Abt. 2108 (ex Panzerbrigade 108).
Het regiment werd eerst bestemd voor Panzer-Ausb.Verband Ostsee, maar werd uiteindelijk toch onderdeel van de Pantserdivisie Müncheberg.

Op 12 april 1945 kwam er bevel om een ad hoc Pantserregiment Müncheberg op te richten met de staf van Panzerregiment Coburg als staf.

## Samenstelling vanaf 12 april 1945
- I./Pz.Reg. 29 met 2 compagnieën
- Panzer-Abteilung Müncheberg met 3 compagnieën

## Wijzigingen in samenstelling
Op 12 maart 1945 werd de I./Pz.Reg. 29 onder bevel gebracht van het regiment.

## Opmerkingen over schrijfwijze
- Abteilung is in dit geval in het Nederlands een tankbataljon.
- II./Pz.Rgt. Coburg = het 2e Tankbataljon van Panzerregiment Coburg

## Commandanten
| Rang           | Naam           | Begin | Eind |
| -------------- | -------------- | ----- | ---- |
| Oberstleutnant | Kuno von Meyer |       |      |

Panzerregiment 1 · Panzerregiment 2 · Panzerregiment 3 · Panzerregiment 4 · Panzerregiment 5 · Panzerregiment 6 · Panzerregiment 7 · Panzerregiment 8 · Panzerregiment 9 · Panzerregiment 10 · Panzerregiment 11 · Panzerregiment 15 · Panzerregiment 16 · Panzerregiment 17 · Panzerregiment 18 · Panzerregiment 21 · Panzerregiment 22 · Panzerregiment 23 · Panzerregiment 24 · Panzerregiment 25 · Panzerregiment 26 · Panzerregiment 27 · Panzerregiment 28 · Panzerregiment 29 · Panzerregiment 31 · Panzerregiment 33  · Panzerregiment 35 · Panzerregiment 36 · Panzerregiment 39 · Panzerregiment 69 · Panzerregiment 80 · Panzerregiment 100 · Panzerregiment 101 · Panzerregiment 102 · Panzerregiment 116 · Panzerregiment 118 · Panzer-Lehr-Regiment 130 · Panzerregiment 201 · Panzerregiment 202 · Panzerregiment 203 · Panzerregiment 204 · Schweres Panzer-Regiment Bäke · Panzerregiment Brandenburg · Panzerregiment Coburg · Panzerregiment Feldherrnhalle · Panzerregiment Feldherrnhalle 2 · Panzerregiment Hermann Göring · Panzerregiment Großdeutschland · Panzerregiment Kurmark · Panzerregiment von Lauchert · Panzerregiment Major Rettemeier · Fallschirm-Panzerregiment 1 · Fallschirm-Panzerregiment 21 · SS-Panzerregiment 1 LSSAH · SS-Panzerregiment 2 · SS-Panzerregiment 3 · SS-Panzerregiment 5 · SS-Panzerregiment 9 · SS-Panzerregiment 10 · SS-Panzerregiment 11 · SS-Panzerregiment 12